# Jantra (rzeka)
Jantra (bułg. Янтра) – rzeka w północnej Bułgarii, prawy dopływ Dunaju. Długość – 285 km, powierzchnia zlewni – 7862 km², średni przepływ – 49,91 m³/s.
Źródła Jantry znajdują się na wysokości 1340 m n.p.m. pod szczytem Chadżi Dimityr w paśmie górskim Szipczenska Płanina w środkowej Starej Płaninie. Rzeka płynie na północ i przecina miasto Gabrowo. Wypływając na pogórze zmienia kierunek na wschodni i przepływa przez miasto Weliko Tyrnowo, następnie zmienia kierunek na wschodni, zawraca na zachód i w końcu kieruje się na północ. Płynąc w tym kierunku i silnie meandrując przecina Nizinę Naddunajską i uchodzi do Dunaju koło wsi Nowgrad.
Największe dopływy Jantry to:
- Drjanowska reka
- Rosica – 164 km
  - Łopusznica
  - Czuparata
  - Widima
  - Krapec
  - Negowanka – 60 km
  - Bochot
- Stara reka – 92 km
  - Dżulunica – 85 km
    - Weselina
- Belica